# Будылин, Дмитрий Владимирович
Дми́трий Влади́мирович Буды́лин (эст. Dmitri Budõlin; род. 1 марта 1974) — эстонский дзюдоист, старший брат Алексея Будылина.
Дмитрий Будылин завоевал бронзовую медаль на Чемпионате Европы по дзюдо 2001 года в категории до 90 кг. В дальнейшем выступал на европейских первенствах менее удачно: занял 5-е место в 2003 году и 7-е в 2006.